# Новопилиповка
Новопили́повка (укр. Новопилипівка) — село,
Новопилиповский сельский совет,
Мелитопольский район,
Запорожская область,
Украина.
Код КОАТУУ — 2323082801. Население по переписи 2001 года составляло 705 человек.
Является административным центром Новопилиповского сельского совета, в который, кроме того, входят сёла
Оленовка,
Тихоновка и посёлок
Сосновка.

## Географическое положение
Село Новопилиповка находится на левом берегу реки Молочная,
выше по течению на расстоянии в 2 км расположено село Заречное,
ниже по течению примыкает село Сосновка,
на противоположном берегу — сёла Терпенье, Тамбовка и пгт Мирное.
К селу примыкает большой лесной массив урочище Старо-Бердянская Дача.

## История
Вблизи Новопилиповки обнаружено поселение и раскопаны курганы эпохи меди и бронзы (IV—II тысячелетия до н. э.), исследованы 2 сарматских курганных могильника (I—II вв. н. э.) и курган IV в. н. э.
Село было основано в 1859 году государственными крестьянами Бердянского уезда и первоначально носило название Акнокас.
В 1928 году в селе была организована сельскохозяйственная артель «Марсово».
На фронтах Великой Отечественной войны сражались 80 жителей Новопилиповки, 14 из них были награждены орденами и медалями, 35 погибли. В период немецко-фашистской оккупации были расстреляны 12 сельских активистов, в том числе учительница М. В. Ващук, а также советские десантники — житель Новопилиповки А. В. Белявцева и девушка-радистка, имя которой осталось неизвестным. После тяжёлых боёв на немецкой оборонительной линии «Вотан» Новопилиповка была освобождена советскими войсками 21 сентября 1943 года.
В годы развитого социализма в Новопилиповке размещалась центральная усадьба колхоза «Завет Ильича», за которым было закреплено 5998 га сельскохозяйственных угодий. В селе работали мельница, пилорама, хлебопекарня.
В 2004 году было начато строительство газопровода, и 23 мая 2008 года село было газифицировано.

## Экономика
- Старобердянский лесоохотничий заказник республиканского значения площадью 1000 гектаров.
- «Степове», агрофирма, ООО.

## Объекты социальной сферы
- Школа.
- Детский сад.
- Дом культуры.

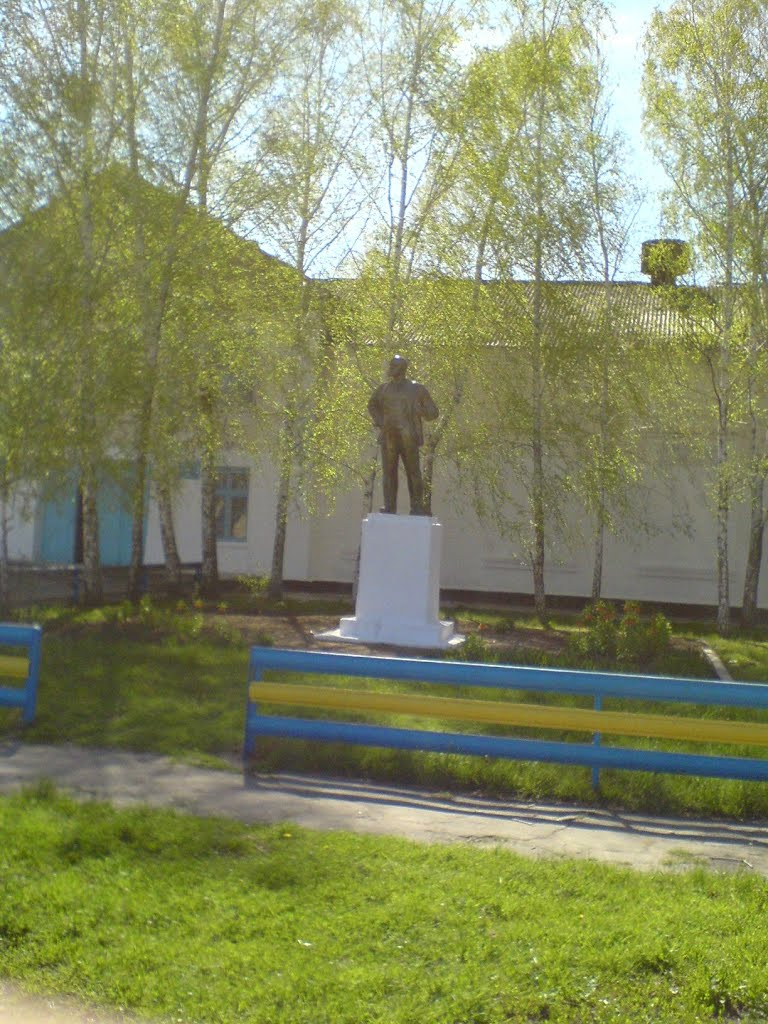
Памятник Ленину.

- Амбулатория общей практики семейной медицины. Фельдшерско-акушерский пункт в сельсовете открылся в 2003 году. В 2009 году было принято решение создать в селе амбулаторию, и 19 августа 2011 года, после ремонта здания и закупки нового оборудования, амбулатория общей практики семейной медицины была торжественно открыта. В амбулатории работают акушер, фельдшер, патронажная сестра, лаборатория, манипуляционный кабинет и кабинет дневного стационара.[6]
- Храм Рождества Божией Матери. Подчинён Запорожской и Мелитопольской епархии Украинской православной церкви Московского патриархата.[7]

## Достопримечательности

### Старобердянское лесничество
К югу от Новопилиповки на левом берегу Молочной реки находится Старобердянское лесничество — один из старейших на Украине лесных массивов в степной зоне, заложенный И. И. Корнисом в 1846 году. В лесничестве произрастают более 165 древесных и кустарниковых пород, многие из которых экзотичны для Украины, обитают 40 видов зверей и 50 видов птиц. В 1974 году лесничество объявлено государственным заказником.

### Братская могила советских воинов
В братской могиле в Нопилиповке похоронены 47 советских воинов 51-й и 2-й гвардейской армий, погибших в районе села в конце октября 1943 года, при прорыве немецкой оборонительной линии «Вотан».

## Известные жители
- И. Д. Пятницкий — красноармеец Первой Конной армии, участник Гражданской войны. К 50-летию Советской власти был награждён орденом Красного Знамени.
- А. А. Атанов — бригадир комплексной бригады, кавалер ордена Ленина.
- Н. П. Ганзина — телятница, кавалер ордена Трудового Красного Знамени.
- И. В. Бобровский — механизатор, кавалер ордена Трудового Красного Знамени.[3]

## Галерея
|                                     |                                |                                              |                  |
| почта                               | дом культуры и памятник Ленину | амбулатория общей практики семейной медицины | военный мемориал |
|                                     |                                |                                              |                  |
| дошкольное учебное заведение «Орля» | магазин                        | магазин                                      | кладбище         |